# Красная Пустынь
Кра́сная Пу́стынь — деревня в Сергачском районе Нижегородской области. Входит в состав Толбинского сельсовета. 

## География
Деревня располагается на левом берегу реки Пьяны, в 10 км западнее райцентра Сергач. Ближайшая железнодорожная станция — Тарталей Горьковской железной дороги расположена в 5,5 км. Ближайшие населённые пункты — Камкино в 3 км западнее и Коровинка в 4 км на северо-восток.

## Население
| 2002 | 2010 |
| ---- | ---- |
| 65   | ↘48  |

## Улицы
В деревне имеется одна улица — Шапкина.

## Известные уроженцы
- Волчков, Александр Фёдорович (1902—1978) — советский юрист, полковник юстиции, заместитель члена Международного военного трибунала в Нюрнберге от СССР.